# April 2007
Portal Geschichte | Portal Biografien | Aktuelle Ereignisse | Jahreskalender | Tagesartikel

◄ |
20. Jahrhundert |
21. Jahrhundert

◄ |
1970er |
1980er |
1990er |
2000er
| 2010er | 2020er | 2030er | ►

◄ |
2003 |
2004 |
2005 |
2006 |
2007
| 2008 | 2009 | 2010 | 2011 | ►

◄ |
Januar 2007 |
Februar 2007 |
März 2007 |
April 2007 |
Mai 2007 |
Juni 2007 |
Juli 2007 |
►
Dieser Artikel behandelt tagesbezogene Nachrichten und Ereignisse im April 2007.
Es war der wärmste April seit Beginn der Wetteraufzeichnungen im Jahr 1880.

## Tagesgeschehen

### Sonntag, 1. April 2007
- Köln/Deutschland: Einer der vier noch immer vermissten Container des am 25. März im Rhein verunglückten Schiffes Excelsior, die eine Gefahr für alle Nutzer der wichtigen Schifffahrtsstraße darstellen, wird gesichtet. Der Schifffahrtsverkehr hat sich seit dem 30. März wieder weitgehend normalisiert.[2]
- Melbourne/Australien: Die 12. Schwimmweltmeisterschaften der FINA gehen zu Ende. Die deutschen Schwimmer holen über die Langdistanz-Strecken jeweils eine Goldmedaille bei den Frauen und bei den Männern, aber zum ersten Mal bei Weltmeisterschaften keine Goldmedaille in den Disziplinen zwischen 50 m und 800 m.[3]
- Naher Osten: Die Arabische Liga stellt dem Staat Israel eine Anerkennung in Aussicht, wenn Israel die besetzten Gebiete räume und die Rückkehr der palästinensischen Flüchtlinge akzeptiere. Jordaniens König Abdullah II. spricht von einer Chance zum Frieden „für die ganze Region“. Der EU-Außenbeauftragte Javier Solana und die derzeitige EU-Ratsvorsitzende, Bundeskanzlerin Merkel, lobt diese arabische Initiative, betont aber, dass beide Seiten ihre Differenzen selbst bereinigen müssten und nennt dabei insbesondere Forderungen gegenüber den Palästinensern.[4]

### Montag, 2. April 2007

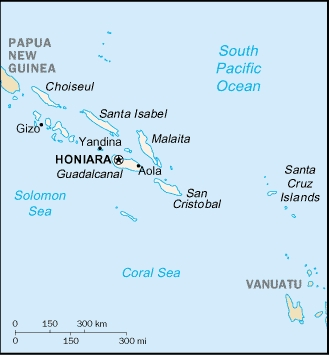
Salomonen

- Bagdad/Irak: Die irakische Staatsanwaltschaft fordert die Todesstrafe für den als Chemie-Ali bekannten Cousin Saddam Husseins, Ali Hassan al-Madschid, aufgrund des Völkermordes an den Kurden 1988. Nach allgemeiner Auffassung gilt er als Organisator des Massakers, bei dem Tausende zum Teil durch Giftgas getötet wurden.[5]
- Honiara/Salomonen: Bei einem durch ein Seebeben der Stärke 8,1 Mw ausgelösten Tsunami mit bis zu 10 m hohen Wellen werden 45 Kilometer vom Epizentrum entfernt im vor allem von Tauchern besuchten Touristikort Gizo rund 60 Häuser zerstört und nach bisherigen Angaben zwölf Menschen getötet. Das eigentliche Epizentrum wird rund 350 km westnordwestlich der Hauptstadt Honiara in zehn Kilometern Tiefe geortet.[6][7][8]

### Dienstag, 3. April 2007

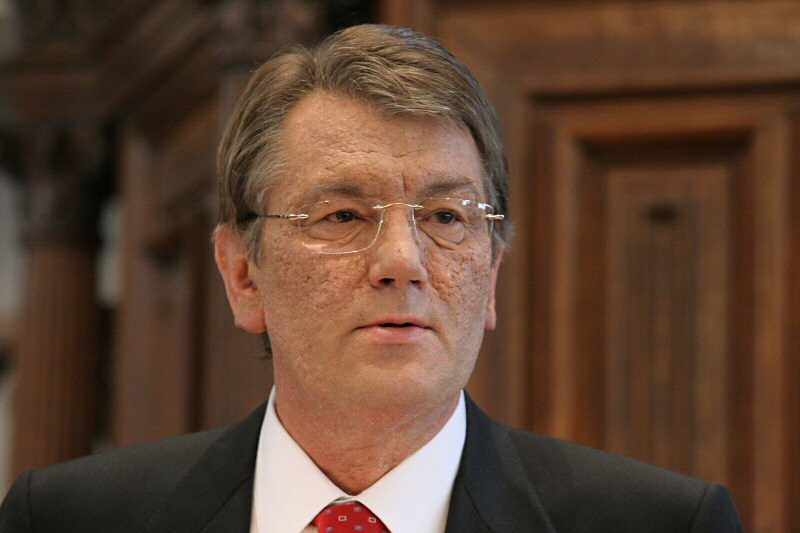
Viktor Juschtschenko

- Bagdad/Irak: Ein zweites Ultimatum der Kidnapper einer 61-jährigen Deutschen und ihres Sohns setzt die deutsche Bundesregierung erneut unter Zeitdruck. Falls die Bundeswehr ihre Truppen nicht innerhalb von zehn Tagen aus Afghanistan abziehe, würden die beiden getötet. Ein erstes Ultimatum war bereits am 10. März gestellt worden und ohne Auswirkung verstrichen.[9]
- Bonn/Deutschland: Die Bonner Staatsanwaltschaft bestätigt aufgrund eines DNA-Tests, dass die von den spanischen Behörden sichergestellten und Jan Ullrich zugeordneten Blutkonserven dem Radsportstar zuzuordnen sind. Die Staatsanwaltschaft ermittelt gegen Ullrich wegen Benachteiligung seines früheren Teams und gegen seinen Betreuer Rudy Pevenage wegen Beihilfe und Verstoßes gegen das Arzneimittelgesetz.[10]
- Fürth/Deutschland: Die aufgrund der so genannten Latex-Bilder bei den eigenen CSU-Parteigenossen in die Kritik geratene Landrätin Gabriele Pauli gibt zu verstehen, dass sie sich durchaus einen Parteiaustritt zum politischen Gegner vorstellen könne. Für den Fall einer weiteren Ausgrenzung werde sie für die Freien Wähler von Hubert Aiwanger kandidieren: Er glaubt, mit mir kämen die Freien Wähler über die Fünf-Prozent-Hürde.[11]
- Honiara/Salomonen: Nach dem Tsunami vom Vortag hat sich die Zahl der Opfer auf mindestens 25 erhöht. Insgesamt sind auf der Inselgruppe ca. 900 Häuser zerstört, wodurch rund 5000 Personen obdachlos geworden sind. Ministerpräsident Manasseh Sogavare ruft den Notstand aus. Die Flutwelle betraf auch Papua-Neuguinea, wo eine fünfköpfige Familie ins offene Meer gespült wurde.[12]
- Kiew/Ukraine: Nach der Zwangsauflösung des Parlaments durch Präsident Wiktor Juschtschenko kommt es zu Massenprotesten. Der westlich orientierte Präsident hatte es aufgelöst und vorgezogene Neuwahlen auf den 27. Mai angekündigt, da die Mehrheit des Parlaments des pro-russischen Regierungschefs Wiktor Janukowytsch „die Macht an sich reißen und ihre Herrschaft auf ewig einrichten“ wolle.[13]
- London/Vereinigtes Königreich: Laut der Zeitung The Sun fragte Generalmajor David Walker Kampfpiloten bei einer Ausbildungsveranstaltung, was sie tun würden, wenn bei einem Antiterroreinsatz ihre Waffensysteme versagen würden: „Denken Sie, dass es unzumutbar wäre, wenn ich die Anweisung gäbe, Ihr Flugzeug abstürzen zu lassen, um ein Fahrzeug mit einem Taliban- oder Al-Qaida-Befehlshaber zu zerstören?“ Das Verteidigungsministerium sieht keinen Handlungsbedarf, da die Frage nur der theoretischen Vorbereitung auf ein Worst-Case-Scenario gedient habe.[14][15]
- Paris/Frankreich: Mit 574,7 km/h stellt ein TGV auf der Neubaustrecke LGV Est européenne (Paris – Straßburg) einen neuen Geschwindigkeitsweltrekord für Schienenfahrzeuge auf.[16]
- Selkirk/Kanada: Die 10. Eishockey-Weltmeisterschaft 2007 der Damen beginnt. Die deutsche Nationalmannschaft des DEB und die diejenige der Schweiz starten gemeinsam in der Vorrunde mit Titelverteidiger Kanada. Die Wettkämpfe dauern bis zum 10. April.[17]

### Mittwoch, 4. April 2007
- Berlin/Deutschland: Das Regierungskabinett beschließt die Neufassung des Verbraucherinformationsgesetzes, den Bundespräsident Horst Köhler vor vier Monaten aus formalen Gründen abgelehnt hatte. Sowohl die Verbraucherschützer als auch die Opposition sind mit der überarbeiteten Fassung zufrieden.[18]
- Damaskus/Syrien: Die Präsidentin des US-Abgeordnetenhauses, Nancy Pelosi, trifft in der syrischen Hauptstadt mit Präsident Baschar al-Assad zusammen, um ihm ein Angebot Israels zu Friedensgesprächen zu unterbreiten.[19]
- Karlsruhe/Deutschland: Der Bundesgerichtshof hält das Strafmaß von 15 Jahren Haft einer wegen neunfachen Kindesmordes angeklagten Frau aus Brandenburg, die ihre Kinder nach der Geburt sterben ließ und auf dem Grundstück in Blumenkübeln verscharrte, für zu hoch. Damit wird der Fall nicht mehr an das Landgericht Frankfurt (Oder), sondern an eine andere Frankfurter Schwurgerichtskammer zurückverwiesen, die über das Strafmaß neu befinden soll, weil eine mögliche Verminderung der Schuldfähigkeit beim Urteil nicht einbezogen wurde.[20]
- Teheran/Iran: Präsident Mahmud Ahmadineschad kündigt an, dass die 15 britischen Marinesoldaten, die Ende März unter ungeklärten Umständen am Fluss Schatt al-Arab gefangenen genommen wurden, als „Geschenk an das Vereinigte Königreich“ umgehend freigelassen werden.[21]

### Donnerstag, 5. April 2007

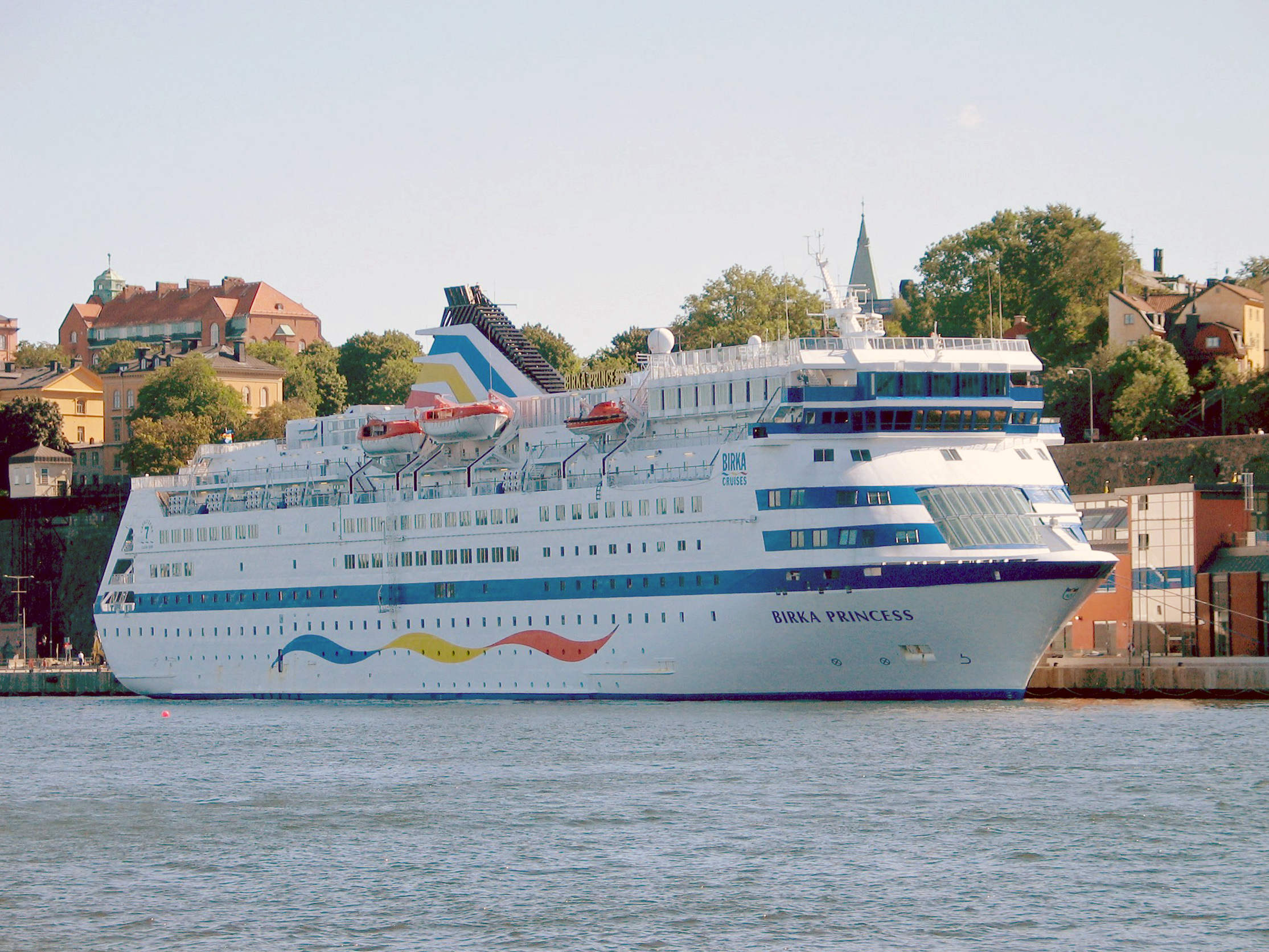
Die Sea Diamond noch unter ihrem alten Namen Birka Princess

- Prag/Tschechische Republik: Die tschechische Regierung kündigt an, die Einkommensteuer des Landes auf einen Satz von 15 Prozent zu senken. Nach Plänen der Parteien ODS und SZ werden die bisherigen vier Steuerklassen zugunsten eines einzigen Tarifs, der der niedrigste in Europa wäre, abgeschafft. Mit dieser Maßnahme will das Land bis 2012 eurotauglich werden und ausländische Investoren anlocken.[22]
- Santorin/Griechenland: Das griechische Kreuzfahrtschiff Sea Diamond kollidiert mit einem Riff. Die Lage des Schiffs ist instabil, es rutscht beständig auf einem Abhang tiefer ins Wasser. Zwei französische Passagiere werden vermisst. Der Kapitän und mehrere Besatzungsmitglieder müssen mit einer Anklage wegen fahrlässiger Tötung rechnen.[23]

### Freitag, 6. April 2007
- London/Vereinigtes Königreich: Die 15 gestern vom Iran freigelassenen britischen Marinesoldaten erklären bei einer Pressekonferenz, dass sie entgegen ihrem durch Druck erzwungenen „Geständnis“ nicht in persischen, sondern in irakischen Hoheitsgewässern operiert hätten. Premier Tony Blair betont, es habe um die Freilassung keinen Handel und keine Vereinbarungen gegeben. Es sei nun Zeit, die Beziehungen zwischen Großbritannien und dem Iran zu überdenken.[24]
- Peking/China: Als zweitgrößter Emittent von Kohlendioxid will sich die Volksrepublik ab 2013 an den internationalen Vorhaben gegen die globale Erwärmung beteiligen. Bis 2010 will die Regierung den Energieverbrauch Chinas (gemessen an der Wirtschaftsleistung) um 20 Prozent gegenüber 2005 senken.[25]

### Sonntag, 8. April 2007
- Peking/China: Nach internationalen Protesten gegen fragwürdige Praktiken verabschiedet die Regierung der Volksrepublik ein Gesetz, das jede Form von Organhandel verbietet und unter Strafe stellt. Hingerichtete sollen aber weiterhin als Organspender eine wichtige Rolle spielen.[26]

### Montag, 9. April 2007
- Bagdad/Irak: Am vierten Jahrestag des Sturzes von Saddam Hussein ruft der radikale Schiitenprediger Muqtada as-Sadr zu Demonstrationen gegen die Präsenz ausländischer Truppen im Irak auf. Diesem Aufruf folgen vor allem in Kufa und Nadschaf, den heiligen Städten der Schiiten, mehrere hunderttausend Menschen. Sie schwenken irakische Flaggen, rufen „Ja zum Irak“, „Tod den USA“ und „Besatzer sollen den Irak verlassen“.[27]

### Dienstag, 10. April 2007
- Hamburg/Deutschland: Die Übernahmeschlacht um REpower Systems geht weiter: Der indische Turbinenhersteller Suzlon Energy gibt ein Angebot über 150 € pro Aktie ab und überbietet damit das Angebot des französischen Nuklearkonzerns AREVA, der 140 geboten hatte.[28][29]
- Teheran/Iran: Präsident Mahmud Ahmadineschad gibt bekannt, dass die Anreicherung von Uran zukünftig im industriellen Maßstab erfolgen soll. Dazu soll die Anzahl der Zentrifugen von derzeit 3.000 auf 50.000 erhöht werden.

### Mittwoch, 11. April 2007
- Algier/Algerien: Bei einer Serie von Selbstmordanschlägen werden in Algier 27 Personen getötet und mehr als 200 verletzt. Al-Qaida hat sich zu dem Anschlag bekannt.[30]
- Beirut/Libanon: Dschihad Hamad, einer der beiden Libanesen, die im vergangenen Jahr im Kölner Hauptbahnhof eine Kofferbombe in einem Regionalzug deponierten, steht wegen dieser von ihm gestandenen Tat vor Gericht. Zwischen der Bundesrepublik Deutschland und dem Libanon existiert kein bilaterales Rechtshilfeabkommen, sodass keine Auslieferung nach Deutschland möglich ist. Hamad drohen 25 Jahre Haft.[31]

### Donnerstag, 12. April 2007
- Bagdad/Irak: Eine Explosion erschüttert das irakische Parlamentsgebäude in der stark gesicherten Grünen Zone in Bagdad. Nach ersten Pressemeldungen kommen dabei mindestens zwei Abgeordnete ums Leben. Bei einem mehrere Stunden zuvor verübten Selbstmordanschlag, dem ebenfalls mehrere Menschen zum Opfer fielen, wird eine wichtige Tigris-Brücke in Bagdad zerstört.[32]
- Berner Oberland/Schweiz Ein Kampfflugzeug der deutschen Bundeswehr vom Typ Tornado kollidiert in den Alpen mit einer Felswand bei der Äbeni Flue - Schwarzmönch und explodiert. Einer der beiden Piloten kann sich mit dem Schleudersitz retten und wird ins Krankenhaus in Vallon eingeliefert. Der andere Pilot stirbt bei dem Unglück. Der Tornado gehörte zur 1. Luftwaffendivision (Fürstenfeldbruck), Jagdbombergeschwader 32 in Fliegerhorst Lechfeld im Landkreis Augsburg. Die Ursache für den Absturz ist zurzeit unbekannt. Erst am 9. April wurden sechs Kampfflugzeuge desselben Typs von der deutschen Bundeswehr zum Einsatz nach Afghanistan verlegt. Der Tornado war von Korsika her kommend auf einem Navigationsflug über der Schweiz, bei dem vom Pilot verschiedene Ziele angeflogen werden müssen. Solche Flüge ausländischer Militärmaschinen über der Schweiz sind bewilligt und nicht außergewöhnlich, wenn die Maschinen über keine Bewaffnung verfügen. Die Maschine war zum Auftanken in Emmen LU zwischengelandet, zehn Minuten später kam es zum Absturz.[33][34][35]

### Freitag, 13. April 2007

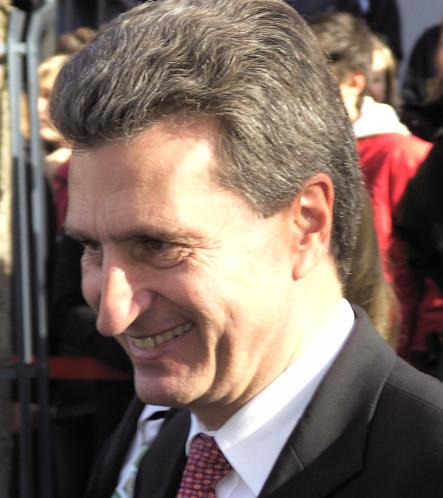
Günther Oettinger

- Acapulco/Mexiko: Ein Erdbeben der Stärke 6,2 auf der Richterskala hat sein Epizentrum 64 km nordwestlich von Acapulco an der Pazifikküste um ca. 0:40 h Ortszeit (7:42 Uhr MESZ). Nach ersten Berichten gibt es keine Todesopfer; durch Explosionen in Umspannwerken bricht in einigen Teilen Mexikos die Stromversorgung zusammen.[36]
- Stuttgart/Deutschland: Die Trauerrede des baden-württembergischen Ministerpräsident Günther Oettinger für den stets umstrittenen früheren Landeschef Hans Filbinger stößt weiterhin auf heftige Ablehnung in der bundesdeutschen Medienlandschaft, da Oettinger Filbinger tatsächlich als Nazi-Gegner bezeichnet hatte, obwohl dessen Mittäterschaft unbestritten war. Ihm wird Geschichtsfälschung vorgeworfen: „Man muss Oettinger bei diesem posthumen Freundschaftsdienst nicht Inkompetenz, sondern vielmehr Kalkül unterstellen.“[37]

### Samstag, 14. April 2007
- Ankara/Türkei: Auf dem Tandoğanplatz demonstrieren über eine Million Menschen gegen eine mögliche Kandidatur des Ministerpräsidenten Recep Tayyip Erdoğan bei den sogenannten Republikprotesten für die Wahlen des Staatspräsidenten im Mai.
- Washington, D.C./Vereinigte Staaten: Familiendrama im US-Bundesstaat Minnesota: Eine 17-Jährige bringt in der Waschküche ihres Elternhauses heimlich ein Kind zur Welt und tötet es dann mit 135 Messerstichen. Die junge Frau wird darauf wegen vorsätzlichen Mordes angeklagt.

### Montag, 16. April 2007

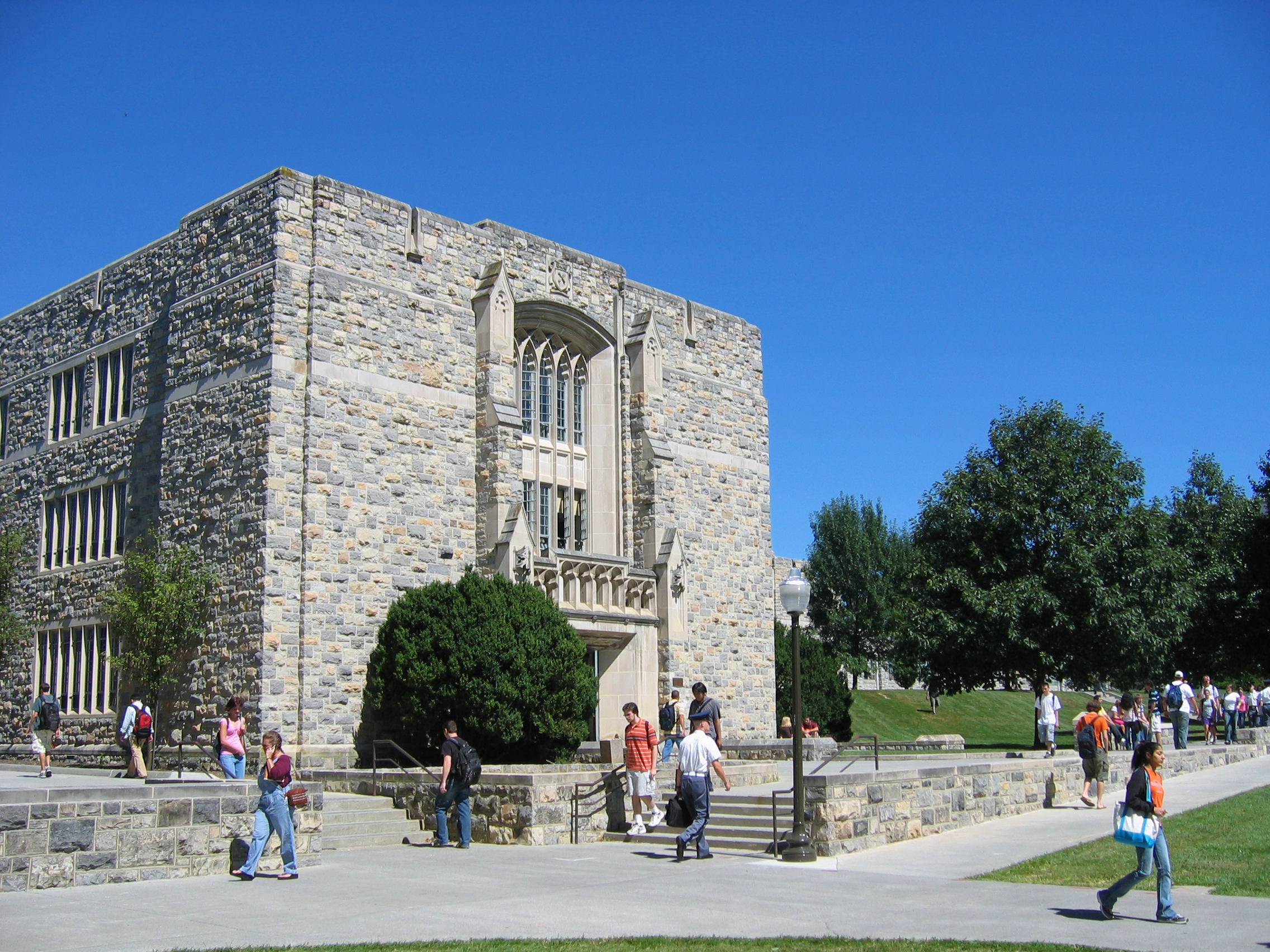
Norris Hall, hier fand beim Amoklauf an der Virginia Tech die zweite Schießerei statt

- Blacksburg/Vereinigte Staaten: Beim Amoklauf an der Virginia Tech in Blacksburg im US-Bundesstaat Virginia, werden beim zweitfolgenschwersten Zwischenfall dieser Art in der Geschichte der Vereinigten Staaten 32 Universitätsangehörige erschossen, bevor der Täter, der 23-jährige Cho Seung-Hui Suizid begeht. Der Präsident der Hochschule, Charles W. Steger, sagte über die Ereignisse: „The university was struck today with a tragedy of monumental proportions.“ (dt. „Die Universität wurde heute von einer Tragödie monumentalen Ausmaßes getroffen.“)
- Helsinki/Finnland: Knapp einen Monat nach den Parlamentswahlen in Finnland gibt Matti Vanhanen, neuer und alter Ministerpräsident, bekannt, dass es eine Vier-Parteien-Regierung bestehend aus Vanhanens Zentrumspartei, der Nationalen Sammlungspartei, den Grünen und der Schwedischen Volkspartei geben wird. Die Zentrumspartei wird wie die Nationale Sammlungspartei 8 Ministerposten bekommen, die Grünen und die Schwedische Volkspartei je 2 Ressorts. Insgesamt verfügt die Koalition über 126 der 200 Mandate im Parlament. Die Regierung verspricht unter anderem eine Steuersenkung von etwa 1,8 Milliarden Euro sowie Schaffung neuer Arbeitsplätze.[38]
- Vatikanstadt: Die Feierlichkeiten zum 80. Geburtstag von Papst Benedikt XVI. finden statt.

### Dienstag, 17. April 2007
- Mannheim/Deutschland: Im dritten Finalspiel setzen sich die Adler Mannheim mit 5:2 gegen die Nürnberg Ice Tigers durch und gewinnen ihren sechsten nationalen Eishockey-Meistertitel.[39]

### Mittwoch, 18. April 2007
- Bagdad/Irak: Nach fünf schweren Anschlägen in der irakischen Hauptstadt kommen mehr als 230 Menschen ums Leben. Allein die Detonation einer Autobombe nahe dem Marktplatz im Sadriyya-Viertel im Zentrum Bagdads fordert 127 Todesopfer.[40]
- Berlin/Deutschland: Bundestagspräsident Norbert Lammert erstattet Anzeige gegen mehrere Journalisten und Amtsträger wegen Beihilfe zur Verletzung des Amtsgeheimnisses im Fall des Bundesnachrichtendienst-Untersuchungsausschusses des Bundestags.[41]
- Berlin/Deutschland: Bundesinnenminister Wolfgang Schäuble macht mit dem Vorschlag auf sich aufmerksam, im Sinne der inneren Sicherheit den im Grundgesetz festgelegten Grundsatz der Unschuldsvermutung im Bezug auf Terrorismus nicht mehr anzuwenden. Dieser Vorschlag sorgt in der Opposition und Teilen der Bevölkerung für scharfe Kritik.[42]
- Cardiff/Vereinigtes Königreich: Das UEFA-Exekutivkomitee hat den Austragungsort für die Fußball-Europameisterschaft 2012 Polen-Ukraine bekannt gegeben. Die Kandidatur setzte sich gegen die Bewerbungen von Italien sowie Ungarn-Kroatien durch. Es ist damit die dritte Doppel-Kandidatur nach Belgien/Niederlande 2000 und Schweiz/Österreich 2008, die zum Zuge kommt.[43]
- Malatya/Türkei: Bei einem Überfall auf einen christlichen Verlag sind drei Menschen, darunter einem Deutschen, die Kehlen durchgeschnitten worden; ein weiterer Mitarbeiter wurde lebensgefährlich verletzt. Das Verlagshaus, das unter anderem in der Osttürkei Bibeln verteilt, war wegen seiner missionarischen Tätigkeit zuvor mehrfach Ziel von Drohungen.[44][45]

### Donnerstag, 19. April 2007
- Bagdad/Irak: Nach der verheerenden Anschlagsserie in Bagdad vom Mittwoch, bei der fast 200 Menschen getötet wurden, ordnet der irakische Ministerpräsident Nuri al-Maliki ein Ermittlungsverfahren gegen einen hochrangigen Offizier an, der für die Sicherheit im besonders betroffenen Stadtviertel Al-Sadrija verantwortlich war.

### Freitag, 20. April 2007
- Kabul/Afghanistan: Die sechs Tornado-Aufklärungsflugzeuge der deutschen Bundeswehr in Afghanistan sind einsatzfähig. Von nun an werden täglich maximal zwei Einsätze mit je zwei Maschinen geflogen.

### Samstag, 21. April 2007

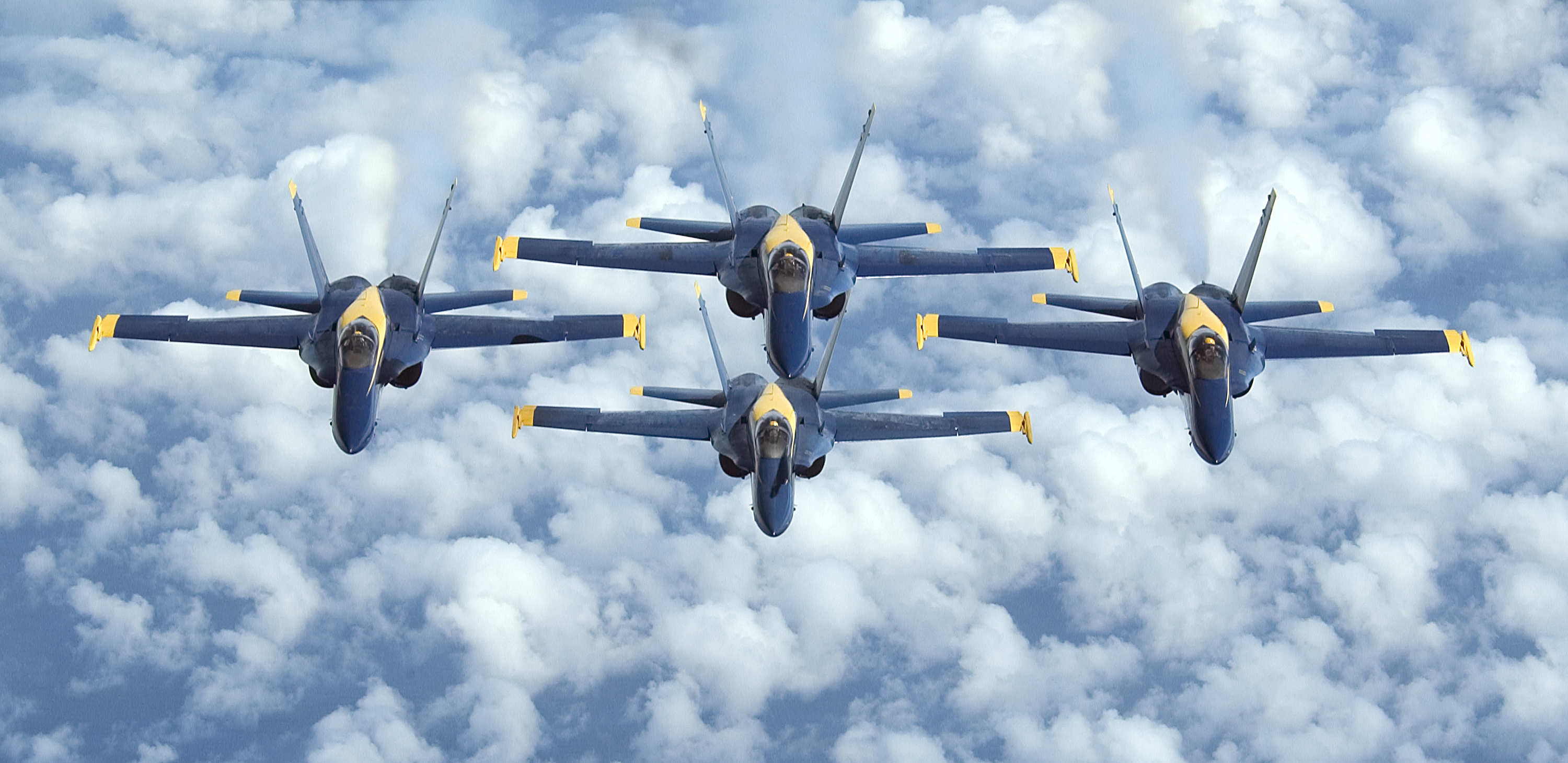
„Blue Angels“ in Formation

- Altach/Österreich: Nach dem 2:0-Sieg beim SCR Altach steht der FC Red Bull Salzburg vorzeitig als Österreichischer Fußballmeister 2007 fest.[46]
- Beaufort/Vereinigte Staaten: Eine Maschine der amerikanischen Kunstflugstaffel Blue Angels stürzt am Ende ihrer Vorführung in Beaufort (US-Bundesstaat South Carolina) ab und explodiert. Der Pilot kommt in den Trümmern seines Flugzeuges ums Leben. Wrackteile des Jagdfliegers vom Typ F/A-18 Hornet beschädigen mehrere Häuser. Verletzt wird dabei niemand.

### Sonntag, 22. April 2007
- Paris/Frankreich: Nach dem ersten Wahlgang der französischen Präsidentschaftswahl 2007 weisen erste Wählerbefragungen nach Verlassen der Wahllokale auf eine Stichwahl am 6. Mai zwischen Nicolas Sarkozy (Union pour un mouvement populaire) und Ségolène Royal (Parti socialiste) hin, während der unabhängige zentristisch-liberale Kandidat François Bayrou und Jean-Marie Le Pen (Front National) aus dem Wahlprozess ausscheiden. Die ersten amtlichen Ergebnisse sehen Sarkozy bei über 30 % und Royal bei über 25 %.[47]

### Montag, 23. April 2007
- London/Vereinigtes Königreich: Die britische Bank Barclays übernimmt die niederländische Bank ABN Amro. Die Kosten der Transaktion belaufen sich auf circa 70 Milliarden Euro.[48]

### Dienstag, 24. April 2007
- Gaza-Stadt/Israel: Die radikal-islamische Hamas kündigt die vor fünf Monaten vereinbarte Waffenruhe mit Israel auf. Die El-Kassim-Brigaden, der bewaffnete Arm der Hamas, hatte sich zuvor zu Raketenangriffen auf Israel bekannt. Der Beschuss sei eine Reaktion auf das Vorgehen der israelischen Streitkräfte vom 21./22. April im Westjordanland, bei dem neun Palästinenser getötet worden waren.

### Mittwoch, 25. April 2007
- Heilbronn/Deutschland: Auf der Theresienwiese werden zwei Polizisten von unbekannten Tätern angegriffen. Die Polizistin Michèle Kiesewetter wird durch Kopfschüsse getötet, ihr Kollege schwebt in Lebensgefahr. Da erste Untersuchungen ergeben, dass mit zwei verschiedenen Waffen geschossen wurde, gehen die Ermittler davon aus, dass es sich um mindestens zwei Täter handelt.[49]

### Donnerstag, 26. April 2007
- Moskau/Russland: Präsident Wladimir Putin kündigt im Streit um das geplante Raketenabwehrprogramm der NATO an, den Vertrag über Konventionelle Streitkräfte in Europa (CFE) einzufrieren, und kritisiert, dass einige neue Mitglieder der NATO den CFE-Vertrag noch nicht unterzeichnet haben.[50]
- Mogadischu/Somalia: Nach der Aussage des Präsidenten der Übergangsregierung, Ali Mohamed Gedi, sind mit der Eroberung der islamischen Hochburgen die Kämpfe gegen die Aufständischen von Al-Qaida in Mogadischu beendet. Bei den Auseinandersetzungen sollen bis zu 300 Menschen getötet worden sein. Laut Angaben der UNO sind seit Beginn der Kämpfe 400.000 Einwohner aus der Stadt geflohen.[51]
- Mayschoß/Deutschland: Die Gewerkschaft Verdi und das Unternehmen Telekom brechen die Gespräche über die „Auslagerung“ von 50.000 Mitarbeitern ergebnislos ab, da die Gewerkschaftsvertreter ein nachgebessertes Angebot ablehnen. Beobachter rechnen mit einem baldigen Streik. Darüber wird die Große Tarifkommission von Verdi am 4. Mai in einer Urabstimmung entscheiden.[52]
- Malaysia: Mizan Zainal Abidin besteigt den Thron von Malaysia.

### Freitag, 27. April 2007

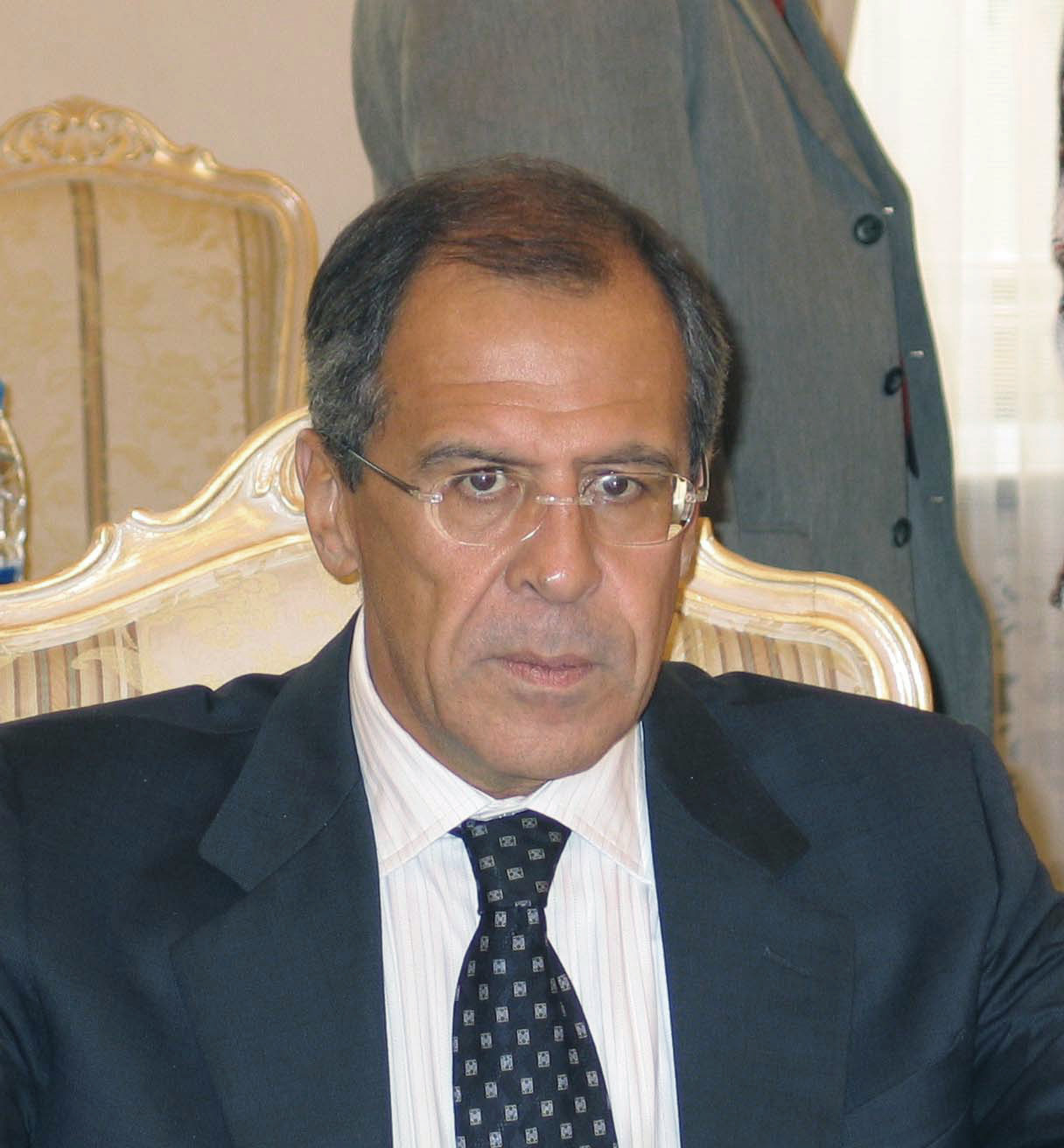
Sergei Lawrow

- Berlin/Deutschland: Während einer Protestaktion am Berliner Reichstag enthüllen Unbekannte ein Plakat mit der Aufschrift Der Deutschen Wirtschaft über der Fassade, das die Portalinschrift Dem deutschen Volke nahezu überdeckt. Die Demonstranten werden von der so genannten Höhenrettung der Feuerwehr schließlich von der Fassade geholt und wie vier weitere Demonstranten, die im Innern des Bundestages während einer Hammelsprung-Abstimmung ein Transparent mit der Aufschrift Die Wünsche der Wirtschaft sind unantastbar enthüllten und Geldscheine ins Plenum warfen, der Polizei übergeben.[53]
- Gera/Deutschland: Die Bundesgartenschau 2007 wird im Hofwiesenpark eröffnet. Sie ist in diesem Jahr auf die Standorte Gera und Ronneburg verteilt.[54]
- Hamburg/Deutschland: Die Hamburg Marketing GmbH teilt mit, dass die deutsche Veranstaltung der weltumspannenden Konzertreihe Live Earth am 7. Juli 2007 im Volksparkstadion stattfinden wird.[55]
- Tallinn/Estland: Nach der Entfernung eines Denkmals für die Rote Armee kommt es zu schweren Ausschreitungen in der estnischen Hauptstadt Tallinn durch rund 200 Randalierer aus der russischen Minderheit und zu diplomatischen Spannungen mit Russland. Die estnische Regierung hat auf diese Gräber gespuckt, äußert Außenminister Sergei Lawrow im Verlauf der Tagung der NATO-Außenminister in Oslo.[56]

### Samstag, 28. April 2007
- Bridgetown/Barbados: Australien gewinnt den neunten Cricket World Cup in den Westindischen Inseln, indem sie im Finale Sri Lanka mit 53 Runs (DL-Method) besiegt.
- Kerbela/Irak: Bei einem Selbstmordanschlag mit einer Autobombe werden in der irakischen Stadt Kerbela mindestens 55 Menschen getötet, 170 weitere werden verletzt. Der Attentäter sprengt sich an einem Kontrollpunkt in der Nähe eines Schiiten-Heiligtums in einer belebten Straße in die Luft. Sicherheitskräfte verhindern daraufhin, dass eine aufgebrachte Menge die Provinzverwaltung in Brand setzt.[57]

### Sonntag, 29. April 2007

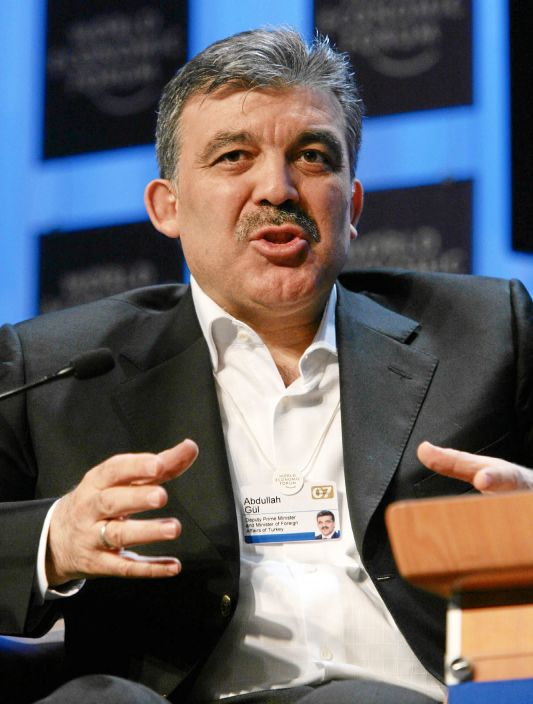
Abdullah Gül

- Ankara/Türkei: Abdullah Gül, Präsidentschaftskandidat der türkischen Regierungspartei AKP, verpasst in der ersten Runde der Präsidentenwahl die notwendige Zweidrittelmehrheit im Parlament. Bei den anschließenden Massendemonstrationen gehen in Istanbul Hunderttausende von Bürgern auf die Straßen, um gegen die noch amtierende Regierung Recep Tayyip Erdoğans und ihres Kandidaten Gül zu protestieren, da von ihnen der „Laizismus Atatürks und die Grundwerte der Republik“ bedroht seien. Auch die Armee warnt unmissverständlich. Falls erneut ein AKP-Mitglied Staatspräsident werden, werde sie ihre Haltung und ihr Vorgehen deutlich machen. Die Opposition erhebt wegen eines angeblichen Verfahrensfehlers Anklage vor dem Verfassungsgericht, dass bereits vor dem geplanten zweiten Wahlgang am 2. Mai eine Entscheidung treffen muss.[58]
- Kiel/Deutschland: Die Herrenmannschaft des THW Kiel gewinnt die EHF Champions League 2007 im Handball durch ein 29:27 im Finalrückspiel gegen die SG Flensburg-Handewitt. Das Hinspiel endete remis.[59]
- Madrid/Spanien: Prinzessin Letizia, Frau von Kronprinz Felipe von Spanien, bringt in der Privatklinik Ruber Internacional in Madrid ihre zweite Tochter, Prinzessin Sofía de Borbón y Ortiz, zur Welt.[60]

### Montag, 30. April 2007
- Mountain View/Vereinigte Staaten: Anlässlich der Urheberrechtsklage des Medienunternehmens Viacom, das u. a. Eigentümer des Musikfernsehsenders MTV ist, kommentiert der betroffene Internet-Dienstleister Google Inc., zu dem die Video-Website YouTube gehört: „Viacoms Klage bedroht die Art und Weise, wie hunderte von Millionen Menschen legitim Informationen austauschen.“[61]
- Rastatt/Deutschland: Die Warnstreikwelle in der Metall- und Elektroindustrie erfasst nun auch Baden-Württemberg, als am frühen Morgen 800 Mitarbeiter des DaimlerChrysler-Werkes in Rastatt ihre Arbeit für zweieinhalb Stunden niederlegen.[62]
- Tel Aviv/Israel: Ministerpräsident Ehud Olmert steht nach dem Bericht der Winograd-Kommission wegen „planloser Kriegsführung“ im Libanon in der Kritik. Er habe die Einheiten „überstürzt, schlecht organisiert, mit unklaren Zielen und von ‚Schwächen im strategischen Denken‘“ begleitet in den Kampf gegen die Hisbollah entsandt.[63]

## Weblinks

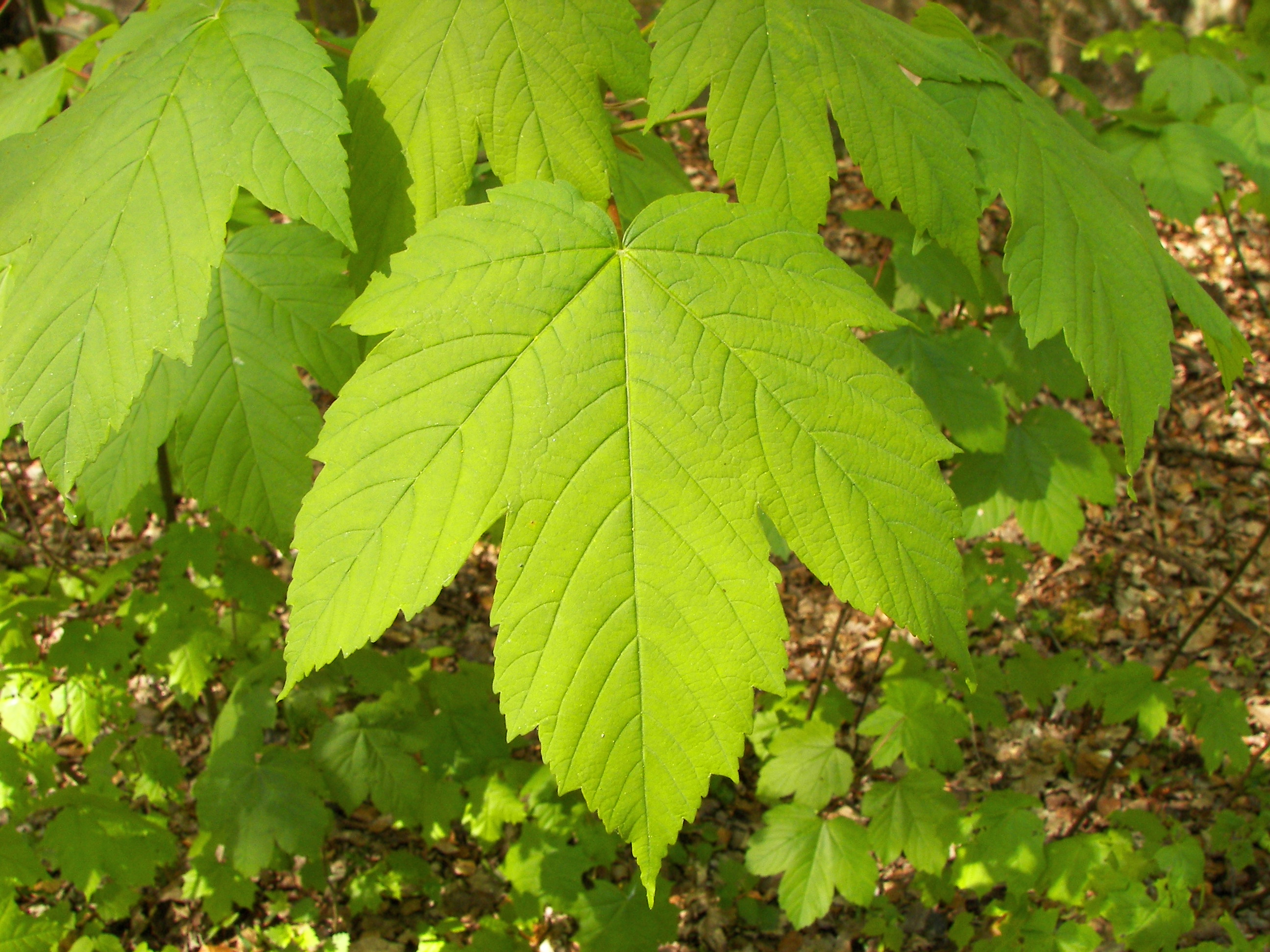
Hessen im April 2007
(Acer pseudoplatanus)